# Arrade juba
Arrade juba är en fjärilsart som beskrevs av William Schaus 1913. Arrade juba ingår i släktet Arrade och familjen nattflyn. Inga underarter finns listade i Catalogue of Life.